# Copa Cine Center 2012
La Copa Cine Center 2012 fue la 1.ª edición de la Copa Cine Center. El torneo lo organizó la empresa española, de capital boliviano, Grentidem S.A (GSA) (propietaria de acciones de la cadena Cine Center). No contó con la participación de Petrolero de Yacuíba, recién ascendido de la Segunda División de Bolivia y de La Paz FC.
La competición empezó el 30 de junio de 2012 (fue adelantada un día), y terminó el 18 de julio de 2012.
Inicialmente estaba previsto que la Copa Aerosur organizara el torneo, ya que lo había suspendido para realizarlo en el invierno de 2012, pero, tras los problemas económicos de la aerolínea (del mismo nombre), se suspendió totalmente cualquier tipo de competición, por ello, la Liga de Fútbol Profesional Boliviano buscó una nueva empresa que pudiese organizar una competición similar, ya que es muy importante que los clubes preparen la pretemporada.
Tras barajar varias opciones, se decidió que la nueva organizadora sería la cadena (de cines y centros comerciales) Cine Center, dando así inicio a la Copa sucesora de la anterior ya mencionada.

## Equipos y estadios
| Equipo                                   | Ciudad                  | Entrenador             | Estadio                 | Aforo  | Marca              | Patrocinador                                  |
| ---------------------------------------- | ----------------------- | ---------------------- | ----------------------- | ------ | ------------------ | --------------------------------------------- |
| Oriente Petrolero                        | Santa Cruz de la Sierra | Erwin Platini Sánchez  | Ramón Tahuichi Aguilera | 35.000 | Fair Play Store    | Viva                                          |
| Blooming                                 | Santa Cruz de la Sierra | Néstor Clausen         | Ramón Tahuichi Aguilera | 35.000 | Fair Play Store    | Entel                                         |
| The Strongest                            | La Paz                  | Eduardo Villegas       | Hernando Siles          | 42.000 | Gav Sport          | Entel, Salqui                                 |
| Bolívar                                  | La Paz                  | Miguel Ángel Portugal  | Hernando Siles          | 42.000 | Admiral Sportswear | Samsung                                       |
| Aurora                                   | Cochabamba              | Julio César Baldivieso | Félix Capriles          | 32.000 | Randall            | Entel                                         |
| Wilstermann                              | Cochabamba              | Mauricio Soria         | Félix Capriles          | 32.000 | Casa Blanca        | Viva, Taquiña                                 |
| Nacional Potosí                          | Potosí                  | Juan Carlos Paz García | Víctor Agustín Ugarte   | 28.000 | Willys Sport       | Entel, Cerveza Potosina                       |
| Real Potosí                              | Potosí                  | Óscar Sanz             | Víctor Agustín Ugarte   | 28.000 | Willys Sport       | Entel, Cerveza Potosina, Minds English School |
| Universitario                            | Sucre                   | Sergio Apaza           | Patria                  | 30.000 | Fransport          | Francesa, Entel                               |
| San José                                 | Oruro                   | Marcos Ferrufino       | Jesús Bermúdez          | 35.000 | Willys Sport       | Entel                                         |
|                                          |                         |                        |                         |        |                    |                                               |
| Datos actualizados a 1 de julio de 2012. |                         |                        |                         |        |                    |                                               |

## Sistema de competición
La Copa Cine Center se divide a su vez en dos competiciones, la primera recibe el mismo nombre y la segunda recibe el nombre de Copa Cine Center del Sur.
La primera competición será la que inaugure la nueva Copa, con el clásico paceño, para dar luego paso al clásico cruceño, y un día más tarde al clásico cochabambino, consistirá en clásicos de ida y vuelta, el ganador será el equipo con mayor número de goles a favor, y el mejor perdedor será el equipo con menos goles en contra.
Pasan a la siguiente ronda (semifinales) los tres ganadores y el mejor perdedor, enfrentándose más adelante el mejor ganador contra el mejor perdedor, y los otros ganadores entre sí. Los partidos serán de ida y vuelta, yendo a penaltis si fuese necesario, por si la diferencia de goles no fuese suficiente.
La final se la disputarán los dos mejores equipos a ida y vuelta.
La segunda competición tendrá un formato diferente, siendo un cuadrangular entre Nacional Potosí, Universitario de Sucre, Real Potosí y Club San José, esto se realiza para abaratar los costes de transporte de cada equipo.
Se iba a disputar en tres fechas dobles y en tres ciudades diferentes, comenzando en Oruro (Estadio Jesús Bermúdez), posteriormente, (las dos fechas siguientes) tuvieron como escenarios el Estadio Olímpico Patria de Sucre y el Víctor Agustín Ugarte, de Potosí. Al final, sólo se realizó una fecha en cada ciudad, es decir, los equipos no contaron con partidos de vuelta (ya que esto alargaba demasiado la Copa).
Debido a la ausencia de Petrolero de Yacuiba y La Paz FC en la segunda competición, el Comité Ejecutivo de la Liga estudiaba partidos de ida y vuelta entre ambos equipos, pero al final no se organizó ningún encuentro, de hecho, el primero participó en el Cuadrangular de Villamontes 2012, y el segundo se mantuvo separado del resto de equipos durante los torneos de pretemporada, posiblemente, debido a sus problemas económicos y a los rumores de compra-venta del equipo.

### Premios.
La cadena Cine Center dará los siguientes premios: el ganador recibirá 80.000 USD, el segundo 40.000 USD y el tercero 20.000 USD. Esto solo se aplica a los equipos que juegan los clásicos del fútbol boliviano.
Además, sin contar los benéficios de las entradas, las recaudaciones hechas en los días especiales de cine (cuyo 25% es destinado a los clubes), y las primas pagadas por Cine Center a los equipos por participar en el torneo, cada equipo puede llevarse una importante cantidad de dinero.
También, la cadena de cines y centros comerciales correrá con los gastos de transporte de todos los clubes.
En cuanto al cuadrangular de la Copa Cine Center del Sur, se destinaran 20.000 USD,  que serán repartidos (en partes iguales) entre los cuatro clubes participantes. No habrá un premio en efectivo, pero los clubes locales tendrán derecho a toda la recaudación, sin dividirla.

## Resultados

### Primera fase de la Copa Cine Center

#### Clásicos de laLFPB

##### Ida
| 30 de junio de 2012, 16:00 (UTC-4) | The Strongest | 0:4 (0:3) | Bolívar                                                                    | Hernando Siles, La Paz                     |                                            |
|                                    |               | Reporte   | Lorgio Álvarez 3' · Ever Cantero 42' · Ever Cantero 46' · Damián Lizio 73' | Asistencia: ¿? espectadores Árbitro(s): ¿? | Asistencia: ¿? espectadores Árbitro(s): ¿? |

| 30 de junio de 2012, 18:00 (UTC-4) | Blooming | 0:0 (0:0) | Oriente Petrolero | Ramón Tahuichi Aguilera, Santa Cruz de la Sierra |                                            |
|                                    |          | Reporte   |                   | Asistencia: ¿? espectadores Árbitro(s): ¿?       | Asistencia: ¿? espectadores Árbitro(s): ¿? |

| 1 de julio de 2012, 18:00 (UTC-4) | Club Aurora                                         | 2:2 (1:1) | Club Jorge Wilstermann                               | Félix Capriles, Cochabamba                                |                                                           |
|                                   | Rodrigo Vargas 39' · Edgar Olivares 34 (seg.part.)' | Reporte   | Edson Hinojosa 29' · Gianakis Suárez 47 (seg.part.)' | Asistencia: ¿? espectadores Árbitro(s): Joaquín Antequera | Asistencia: ¿? espectadores Árbitro(s): Joaquín Antequera |

##### Vuelta
| 30 de junio de 2012, 20:30 (UTC-4) | Oriente Petrolero                                                                              | 3:0 (0:0) | Blooming | Ramón Tahuichi Aguilera, Santa Cruz de la Sierra    |                                                     |
|                                    | Alcides Peña 57 (pen.)' · David Enrique Díaz 67 (p.p)' · Gualberto Mojica 75 (disp.med.dist.)' | Reporte   |          | Asistencia: ¿? espectadores Árbitro(s): Raúl Orozco | Asistencia: ¿? espectadores Árbitro(s): Raúl Orozco |

| 5 de julio de 2012, 20:00 (UTC-4) | Club Jorge Wilstermann                   | 2:1 (1:1) | Club Aurora      | Félix Capriles, Cochabamba                 |                                            |
|                                   | Augusto Andaveris 9' · Pablo Salinas 76' | Reporte   | Pablo Olmedo 20' | Asistencia: ¿? espectadores Árbitro(s): ¿? | Asistencia: ¿? espectadores Árbitro(s): ¿? |

| 5 de julio de 2012, 20:00 (UTC-4) | Bolívar | 0:0 (0:0) | The Strongest | Hernando Siles, La Paz                     |                                            |
|                                   |         | Reporte   |               | Asistencia: ¿? espectadores Árbitro(s): ¿? | Asistencia: ¿? espectadores Árbitro(s): ¿? |

### Fase final de la Copa Cine Center.

#### Semifinales.

##### Ida.
| 8 de julio de 2012, 16:00 (UTC-4) | Aurora             | 1:1 (0:1) | Bolívar         | Félix Capriles, Cochabamba                                   |                                                              |
|                                   | Rodrigo Vargas 70' | Reporte   | Ever Cantero 1' | Asistencia: 9.737 espectadores Árbitro(s): Joaquín Antequera | Asistencia: 9.737 espectadores Árbitro(s): Joaquín Antequera |

| 9 de julio de 2012, 20:00 (UTC-4) | Wilstermann | 0:0 (0:0) | Oriente Petrolero | Félix Capriles, Cochabamba                 |                                            |
|                                   |             | Reporte   |                   | Asistencia: ¿? espectadores Árbitro(s): ¿? | Asistencia: ¿? espectadores Árbitro(s): ¿? |

##### Vuelta.
| 11 de julio de 2012, 20:00 (UTC-4) | Bolívar                             | 2:0 (2:0) | Aurora | Hernando Siles, La Paz                     |                                            |
|                                    | Rudy Cardozo 13' · Rudy Cardozo 39' | Reporte   |        | Asistencia: ¿? espectadores Árbitro(s): ¿? | Asistencia: ¿? espectadores Árbitro(s): ¿? |

| 12 de julio de 2012, 20:30 (UTC-4) | Oriente Petrolero                                                                                   | 0:0 (0:0) (4 – 5 p.)       | Wilstermann | Ramón Tahuichi Aguilera, Santa Cruz de la Sierra |                                            |
|                                    | | Reporte                    | | Asistencia: ¿? espectadores Árbitro(s): ¿?       | Asistencia: ¿? espectadores Árbitro(s): ¿? |
|                                    | | Tiros desde el punto penal | |                                                  |                                            |
|                                    | Luis Felipe Alves · Marvin Bejarano · Ronald García · Miguel Hoyos · Danilo Carando · Wilder Zabala |                            | Maximiliano Andrada · Lucas Di Francesco · Edward Zenteno · Pablo Antonio Salinas · Nicolás Suárez · Hugo Suárez |                                                  |                                            |

#### Final

##### Ida
| 15 de julio de 2012, 16:00 (UTC-4) | Wilstermann       | 1:3 (1:2) | Bolívar                                                 | Félix Capriles, Cochabamba                                     |                                                                |
|                                    | Edward Zenteno 9' | Reporte   | Ariel Juárez 5' · Diego Rivero 24' · Jeison Siquita 75' | Asistencia: 24.954 espectadores Árbitro(s): Alejandro mancilla | Asistencia: 24.954 espectadores Árbitro(s): Alejandro mancilla |

##### Vuelta
| 18 de julio de 2012, 20:00 (UTC-4) | Bolívar                                                                       | 1:2 (0:1) (2 – 3 p.) | Wilstermann                                                            | Hernando Siles, La Paz                                    |                                                           |
|                                    | Ever Cantero 86'                                                              | [http://www.eldeber.com.bo/nota.php?id=120719004400 (enlace roto disponible en Internet Archive; véase el historial, la primera versión y la última). Reporte] | Lucas Di Francesco 17' · Maximiliano Andrada 72'                       | Asistencia: ¿? espectadores Árbitro(s): Joaquín Antequera | Asistencia: ¿? espectadores Árbitro(s): Joaquín Antequera |
|                                    |                                                                               | Tiros desde el punto penal |                                                                        |                                                           |                                                           |
|                                    | Ever Cantero · Damián Lizio · Alejandro Méndez · Miguel Suárez · Luis Cardozo | | Maximiliano Andrada · Jaime Cardozo · Nicolás Suárez · Cristian Zárate |                                                           |                                                           |

|                     |
|                     |
| Campeón Wilstermann |
| 1º título           |

#### Tabla general.
| Equipo | Equipo             | Pts | PJ | PG | PE | PP | GF | GC | Dif | Rend |
| ------ | ------------------ | --- | -- | -- | -- | -- | -- | -- | --- | ---- |
| 1      | Wilstermann.       | 9   | 6  | 2  | 3  | 1  | 7  | 7  | 0   | -    |
| 2      | Bolívar.           | 11  | 6  | 3  | 2  | 1  | 11 | 4  | 6   | -    |
| 3      | Oriente Petrolero. | 6   | 4  | 1  | 3  | 0  | 3  | 0  | 3   | -    |
| 4      | Aurora.            | 2   | 4  | 0  | 2  | 2  | 4  | 7  | -3  | -    |
| 5      | Blooming.          | 1   | 2  | 0  | 1  | 1  | 0  | 3  | -3  | -    |
| 6      | The Strongest.     | 1   | 2  | 0  | 1  | 1  | 0  | 4  | -4  | -    |

- Para entender el resultado de la tabla véase el sistema de competición, ya que la Copa se realizó con partidos eliminatorios y no con un hexagonal de todos contra todos.

### Cuadrangular de la Copa Cine Center del Sur.

#### Primera fecha.
- Sede en la ciudad de Oruro.

| 1 de julio de 2012, 13:00 (UTC-4) | Nacional Potosí                  | 2:0 (0:0) | Universitario | Jesús Bermúdez, Oruro                      |                                            |
|                                   | Gary Paz 59' · Gastón Mealla 69' | Reporte   |               | Asistencia: ¿? espectadores Árbitro(s): ¿? | Asistencia: ¿? espectadores Árbitro(s): ¿? |

| 1 de julio de 2012, 15:30 (UTC-4) | San José                       | 1:1 (0:0) | Real Potosí                  | Jesús Bermúdez, Oruro                      |                                            |
|                                   | Carlos Saucedo 40 (seg.part.)' | Reporte   | Rony Jiménez 43 (seg.part.)' | Asistencia: ¿? espectadores Árbitro(s): ¿? | Asistencia: ¿? espectadores Árbitro(s): ¿? |

#### Segunda fecha.
- Sede en la ciudad de Sucre.[40]

| 8 de julio de 2012, 13:30 (UTC-4) | Nacional Potosí                 | 1:1 (1:1) | San José          | Olímpico Patria, Sucre                                 |                                                        |
|                                   | Rafael Segovia 49 (prim.part.)' | Reporte   | Marcelo Gómez 39' | Asistencia: ¿? espectadores Árbitro(s): Peter Guerrero | Asistencia: ¿? espectadores Árbitro(s): Peter Guerrero |

| 8 de julio de 2012, 15:30 (UTC-4) | Universitario | 0:0 (0:0) | Real Potosí | Olímpico Patria, Sucre                                    |                                                           |
|                                   |               | Reporte   |             | Asistencia: ¿? espectadores Árbitro(s): Juan Nelio García | Asistencia: ¿? espectadores Árbitro(s): Juan Nelio García |

#### Tercera fecha.
- Sede en la ciudad de Potosí.[48]

| 15 de julio de 2012, aprox 13:00 (UTC-4) | Universitario     | 1:0 (1:0) | San José | Víctor Agustín Ugarte, Potosí |                             |
|                                          | EduardoBastos 14' | Reporte   |          | Asistencia: ¿? espectadores   | Asistencia: ¿? espectadores |

| 15 de julio de 2012, aprox 15:30 (UTC-4) | Real Potosí      | 1:0 (1:0) | Nacional Potosí | Víctor Agustín Ugarte, Potosí                        |                                                      |
|                                          | Eduardo Ortiz 8' | Reporte   |                 | Asistencia: ¿? espectadores Árbitro(s): Éver Cuéllar | Asistencia: ¿? espectadores Árbitro(s): Éver Cuéllar |

|                     |
| Campeón Real Potosí |
| 1º título           |

#### Tabla general.
| Equipo | Equipo           | Pts | PJ | PG | PE | PP | GF | GC | Dif | Rend |
| ------ | ---------------- | --- | -- | -- | -- | -- | -- | -- | --- | ---- |
| 1      | Real Potosí.     | 5   | 3  | 1  | 2  | 0  | 2  | 1  | 1   | -    |
| 2      | Nacional Potosí. | 4   | 3  | 1  | 1  | 1  | 3  | 2  | 1   | -    |
| 3      | Universitario.   | 4   | 3  | 1  | 1  | 1  | 1  | 2  | -1  | -    |
| 4      | San José.        | 2   | 3  | 0  | 2  | 1  | 2  | 3  | -1  | -    |

## Vídeos
| - The Strongest vs Bolívar 0-4. - Blooming vs Oriente Petrolero 0-0. - Resultados del cuadrangular en Oruro. - Aurora vs Wilstermann (el título del vídeo tiene al revés la localía que correspondía al Club Aurora) 2-2. - Oriente Petrolero vs Blooming 3-0. - Wilstermann vs Aurora 2-1. - Bolívar vs The Strongest 0-0. - Lesión de Miguel Loayza. - Informe de la Copa Cine Center del Sur. - Aurora vs Bolívar 1-1. - Wilstermann vs Oriente Petrolero 0-0. | - Bolívar vs Aurora 2-0. - Spot del partido de vuelta entre Bolívar y Aurora. - Oriente Petrolero vs Wilstermann 0-0 (el título del video tiene la localía al revés). - Oriente Petrolero vs Wilstermann 4-5 (penaltis). - Spot del partido de vuelta entre Oriente Petrolero y Wilstermann. - Wilsterman vs Bolívar 1-3. - Resumen de la Copa Cine Center del Sur. - Universitario vs San José 1-0. - Real Potosí vs Nacional Potosí 1-0. - Bolívar vs Wilstermann 1-2 (2-3 penaltis). - Wilstermann Campeón de la Copa de Invierno. |